# Daniel Mella
Daniel Mella (Montevideo, 11 de febrero de 1976) es un escritor uruguayo.

## Trayectoria
Nació en Montevideo en 1976. Publicó Pogo, su primera novela en 1997, a los 21 años, a la que siguieron en 1998 Derretimiento (que llegó a ser publicada en España por Lengua de Trapo) y en el año 2000 Noviembre.
Luego de una pausa, en 2013, vio la luz el libro de cuentos Lava, ganador del premio Bartolomé Hidalgo de narrativa, convirtiéndose en el autor más joven en recibir dicho galardón. En 2016 publicó la novela El hermano mayor, obra autoficcional basada en la muerte de su hermano, que fue muy bien recibida por la crítica de su país.

Ha estado a cargo de talleres literarios. Es colaborador habitual del suplemento Cultural del Diario El País y la Revista Lento, editada por el periódico La Diaria.

## Obras
- 2007, Pogo (Aymará, Montevideo; Hum, Montevideo, 2007)
- 1998, Derretimiento (novela, Ediciones Trilce, Montevideo, Lengua de Trapo, Madrid, 1999; Hum, Montevideo, 2007)
- 2000, Noviembre (Alfaguara, 2000, Irrupciones Grupo Editor, Montevideo, 2010)
- 2013, Lava (relatos, Hum, Montevideo, Premio Bartolomé Hidalgo)
- 2016, El hermano mayor (novela, Hum, Montevideo, 2016)
- 2020, Visiones para Emma (novela, Hum, Montevideo, 2020)
- 2020, Inés/María (cuento/poesía, Fardo, Montevideo, 2020)
- 2024, Yo quiero a mi bandera (Forma, 2024)[8]

## Participación en antologías
- El vuelo de Maldoror (Aymará, 1997)
- Líneas Aéreas (Lengua de Trapo, 1999)
- El descontento y la promesa (Ediciones Trilce, 2008)